# Aeroporto Internazionale Hector
L'Aeroporto Internazionale Hector (IATA: FAR, ICAO: KFAR), in inglese Hector International Airport, è un aeroporto civile e militare situato a nord ovest della città di Fargo, Dakota del Nord, negli Stati Uniti.